# Gianluigi
Gianluigi  è un nome proprio di persona italiano maschile.

## Varianti
- Maschili: Gian Luigi[1][3]

## Origine e diffusione
Si tratta di un nome composto, formato dall'unioni di Gianni (a sua volta ipocoristico di Giovanni) e Luigi.
Secondo dati raccolti negli anni Settanta, con 22.000 occorrenze è il quarto più diffuso fra i composti basati su Gianni, dietro a Giancarlo, Gianfranco e Gianpiero e seguito da Gianbattista e Gianpietro.

## Onomastico
L'onomastico si può festeggiare lo stesso giorno dei nomi Giovanni e Luigi, da cui Gianluigi è derivato.

## Persone

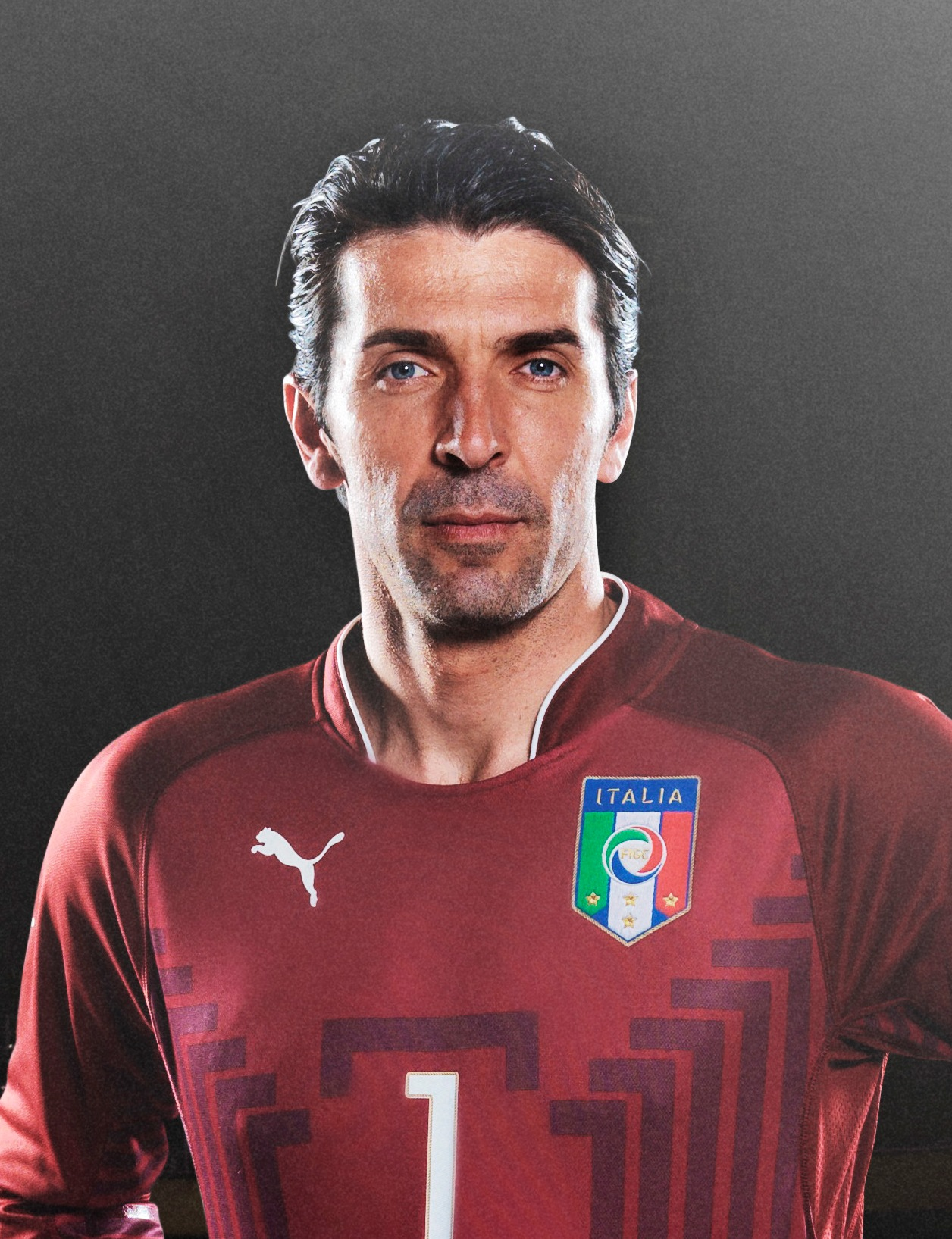
Gianluigi Buffon

- Gianluigi Buffon, calciatore italiano
- Gianluigi Coppola, illustratore e fumettista italiano
- Gianluigi Da Rold, giornalista e scrittore italiano
- Gianluigi Donnarumma, calciatore italiano
- Gianluigi Galbagini, calciatore e allenatore di calcio italiano
- Gianluigi Galli, pilota automobilistico italiano
- Gianluigi Lentini, calciatore italiano
- Gianluigi Marianini, personaggio televisivo italiano
- Gianluigi Nuzzi, giornalista, saggista e conduttore televisivo italiano
- Gianluigi Paragone, giornalista e conduttore televisivo italiano
- Gianluigi Quinzi, tennista italiano
- Gianluigi Trovesi, musicista italiano
- Gianluigi Zuddas, scrittore e traduttore italiano

### Variante Gian Luigi
- Gian Luigi Banfi, architetto e urbanista italiano
- Gian Luigi Bonelli, fumettista, scrittore ed editore italiano
- Gian Luigi Falabrino, pubblicitario, giornalista e scrittore italiano
- Gian Luigi Gessa, psichiatra e farmacologo italiano
- Gian Luigi Morandi, cantante conosciuto come Gianni
- Gian Luigi Pascale, editore, traduttore e religioso italiano
- Gian Luigi Polidoro, regista, attore e sceneggiatore italiano
- Gian Luigi Zucchi, militare italiano

### Variante Jean-Louis
- Jean-Louis Alibert, dermatologo e scrittore francese
- Jean-Louis Barrault, attore, regista e mimo francese
- Jean-Louis Guignabodet, pilota motociclistico francese
- Jean-Louis Pisuisse, cabarettista, cantautore e giornalista olandese
- Jean-Louis Schlesser, pilota automobilistico francese
- Jean-Louis Tauran, cardinale e arcivescovo cattolico francese
- Jean-Louis Trintignant, attore francese